# Celeus
Celeus és un gènere d'ocells de la família dels pícids. Són picots de mitjana grandària que habiten al Nou Món.

## Llista d'espècies
Aquest gènere está format per 14 espècies:
- picot castany (Celeus castaneus).
- picot elegant (Celeus elegans).
- picot ros (Celeus flavescens).
- picot groc (Celeus flavus).
- picot de Verreaux (Celeus grammicus).
- picot canyella (Celeus loricatus).
- picot capclar (Celeus lugubris).
- picot de Kaempfer (Celeus obrieni).
- picot pitnegre amazònic (Celeus occidentalis).
- picot ocre (Celeus ochraceus).
- picot cap-rogenc (Celeus spectabilis).
- picot pitnegre atlàntic (Celeus tinnunculus).
- picot pitnegre de la Guaiana (Celeus torquatus).
- picot ondulat (Celeus undatus).